# Luisa Koburská, vévodkyně z Fife
Luisa, královská princezna a vévodkyně z Fife, (Luisa Viktorie Alexandra Dagmar; 20. února 1867, Marlborough House – 4. ledna 1931, Londýn), byla třetí dítě a nejstarší dcera krále Eduarda VII. a královny Alexandry Dánské; byla mladší sestrou krále Jiřího V. Luise byl v roce 1905 udělen titul královská princezna. Luisa, známá svou plachou a tichou osobností, zůstala po celý svůj život nenápadným členem královské rodiny.

## Původ

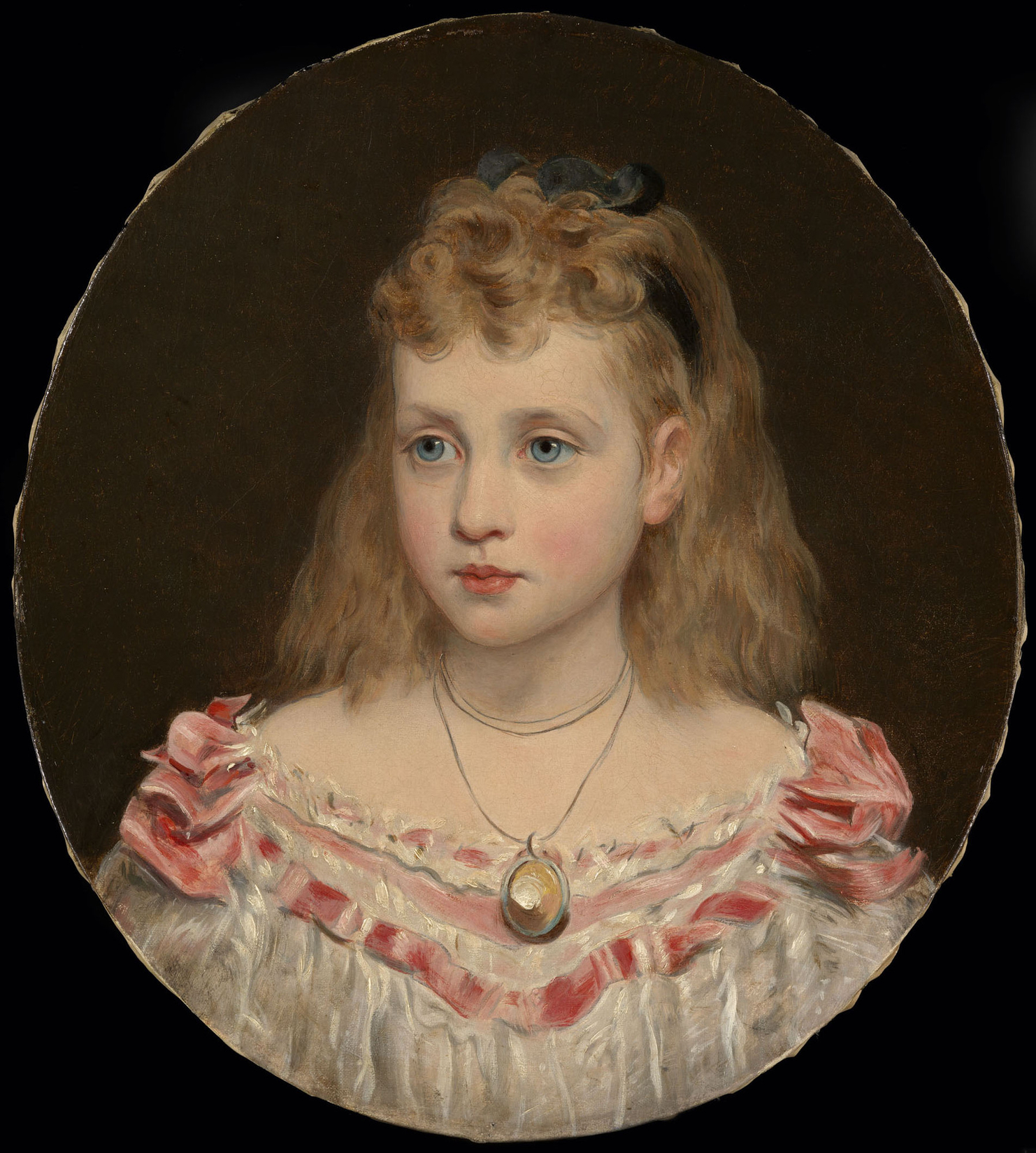
Princezna Luisa na portrétu Jamese G. Middletona, 1872

Luisa se narodila 20. února 1867 v Marlborough House, londýnské rezidenci svých rodičů, prince a princezny z Walesu. Její babičkou z otcovy strany byla britská královna Viktorie a dědem z matčiny strany dánský král Kristián IX. Od narození měla jako vnučka britského panovníka titul Její královská Výsost princezna Louise z Walesu.  Většinu dětství strávila v Sandringham House v Norfolku.
Pokřtěna byla 10. května roku 1867 v kapli jejího rodného domu Marlborough House, londýnské rezidence jejích rodičů. Křest provedl Charles Longley, arcibiskup z Canterbury. Většinu svého dětství strávila v Sandringhamu, Stejně jako její sestry Viktorie a Maud se vzdělávala pod dohledem vychovatelů a studovala hru na kytaru u Cathariny Prattenové. V mládí byla Louise popisována jako velmi uzavřená dívka.
Louise a její sestry Viktorie a Maud byly družičkami na svatbě své tety z otcovy strany princezny Beatrix s princem Jindřichem z Battenbergu v roce 1885.

## Manželství a potomci

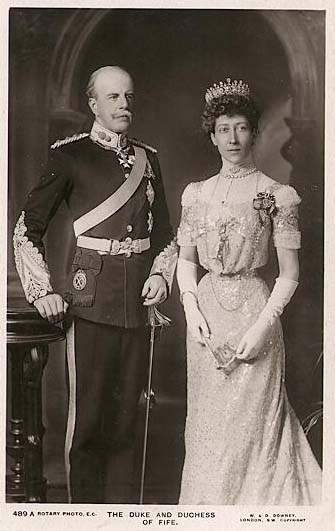
Vévodkyně Luisa s manželem, c.1911

Navzdory matčině snaze udržet dcery neprovdané a po jejím boku se Louise v sobotu 27. července 1889 v soukromé kapli v Buckinghamském paláci provdala za Alexandra Duffa, šestého hraběte z Fife, který byl o osmnáct let starší než ona, a obřad vedl arcibiskup z Canterbury. Jejími družičkami byly princezny Maud a Viktorie z Walesu, Viktorie Marie z Teku, Marie Luisa a Helena Viktorie ze Šlesvicka-Holštýnska a hraběnky Feodora, Helena a Valda Gleichenovy.
Dva dny po svatbě jej královna Viktorie jmenovala vévodou z Fife a markýzem z Macduffu v titulu peera Spojeného království. Patent o zřízení tohoto vévodství obsahoval standardní odkaz legitimním dědicům mužského pohlaví. 24. dubna 1900 po narození jejich dvou dcer královna Viktorie podepsala patent o zřízení druhého vévodství z Fife spolu s hrabstvím Macduff v titulu peera Spojeného království se zvláštním odkazem: v případě, že se nenajde mužský dědic, přejdou tyto tituly na dcery 1. vévody a poté na jejich mužské potomky.
Z jejich manželství se narodily tři děti, syn a dvě dcery, prvorozený syn se však narodil mrtvý:
- 1. Alastair Duff, markýz Macduff (*/† 16. 6. 1890)
- 2. Alexandra Duff (17. 5. 1891 Londýn – 26. 2. 1959 tamtéž), vévodkyně z Fife

⚭ 1913 Artur z Connaughtu (13. 1. 1883 Windsor – 12. 9. 1938 Londýn), 3. generální guvernér v Jižní Africe v letech 1920–1924
- 3. Maud Duff (3. 4. 1893 Londýn – 14. 12. 1945 tamtéž)

⚭ 1923 Charles Carnegie, 11. hrabě ze Southesku (23. 9. 1893 Edinburgh – 16. 2. 1992 Brechin)

## Princess Royal

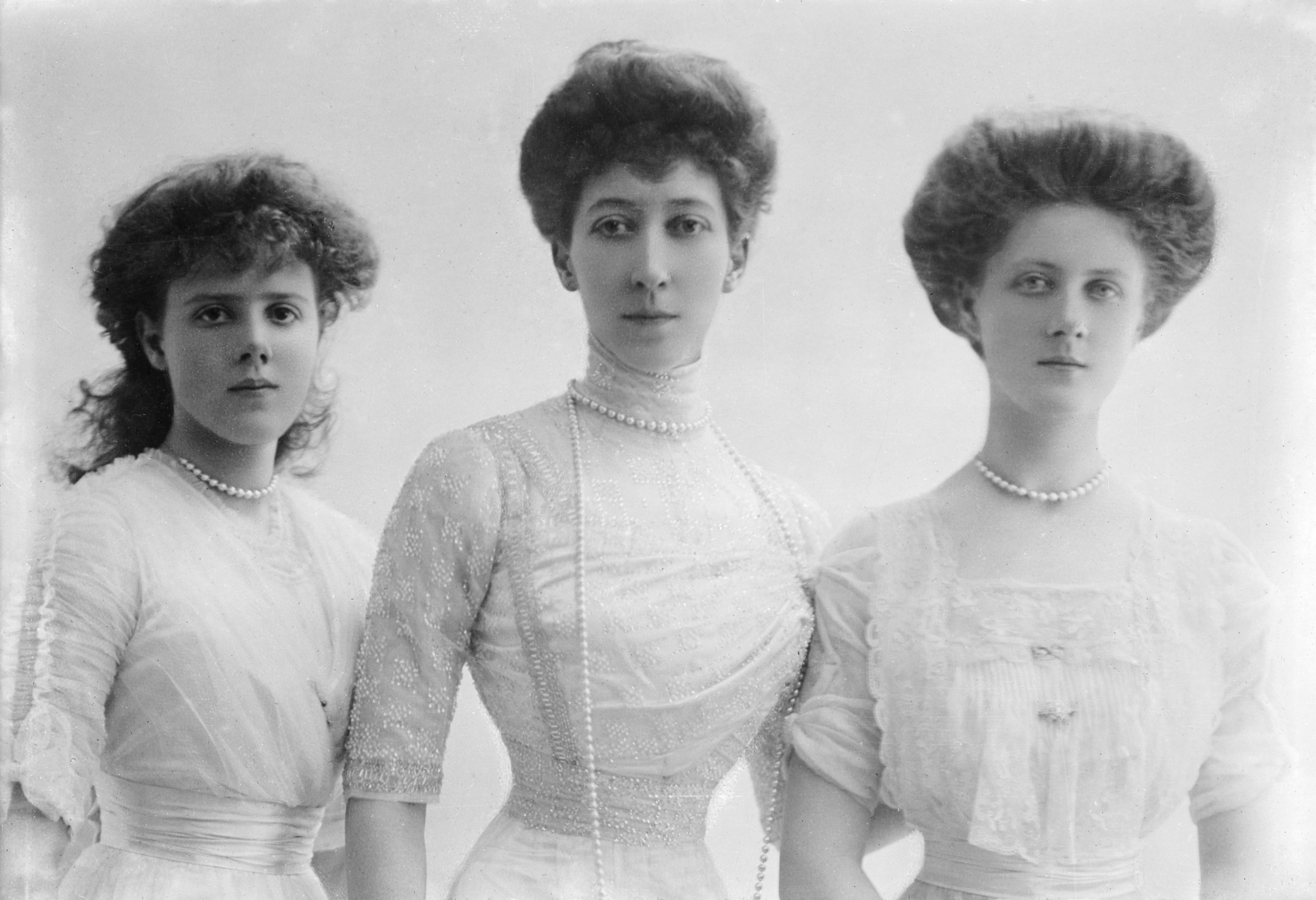
Princezna Luisa s dcerami, princeznou Maud (vlevo) a princeznou Alexandrou (vpravo), 1911

9. listopadu roku 1905 udělil král Eduard VII. Luise titul Princess Royal, nejvyšší titul určený pro ženského člena královské rodiny, tradičně udělovaný každé další nejstarší královské dceři. Současně král oznámil, že její dvě dcery budou mít titul princezen Velké Británie a Irska. Od té doby se Luisa oficiálně titulovala HRH The Princess Royal.
V prosinci roku 1911, během cesty do Egypta, ztroskotala loď, na níž se plavila vévodkyně se svou rodinou, nedaleko marockých břehů. Vévoda Fife se sám vrhl na pomoc ženě a dětem; všichni vyvázli z nehody bez viditelné újmy na zdraví, vévoda Alexander však poté onemocněl zánětem pohrudnice, pravděpodobně v souvislosti s katastrofou, následkem kterého v lednu roku 1912 v egyptském Asuánu zemřel. Vévodkyně Luisa se po smrti manžela psychicky zhroutila.

## Pozdější léta života a smrt
Po smrti manžela vedla Louise samotářský život. Občas doprovázela svou matku a sestru Viktorii na společenské události. V letech předcházejících její smrti trpěla Louise srdeční chorobou. V říjnu 1929 v Mar Lodge onemocněla krvácením do žaludku a byla převezena zpět do Londýna.
Louise podlehla srdeční chorobě ve spánku 4. ledna 1931 ve 14:30 ve věku 63 let ve svém domě na Portman Square 15 v Londýně, u jejího lůžka byly přítomny její dvě dcery Alexandra a Maud.
V době své smrti byla desátá v pořadí na trůn. Její bratr, král Jiří V., napsal jejich sestře Maud: „Louise v posledních měsících trpěla tak strašně, že nezbývá než děkovat Bohu. Je v pokoji se svými drahými. Ale je to pro nás smutné a ztráta sestry se nás blízce dotýká." Byla pohřbena v kapli svatého Jiří na hradě Windsor,později byly její ostatky převezeny do soukromé kaple v Mar Lodge v Braemaru v hrabství Aberdeenshire. 

## Rodokmen
|                |                                                               |  |                                                              |                                        |  |  |  |  |  |  |  | František Sasko-Kobursko-Saalfeldský |
|                |                                                               |  |                                                              |                                        |  |  |  |  |  |  |  |                                      |
|                | Ernest I. Sasko-Kobursko-Gothajský                            |  |                                                              |                                        |  |  |  |  |  |  |  |                                      |
|                |                                                               |  |                                                              |                                        |  |  |  |  |  |  |  |                                      |
|                |                                                               |  |                                                              | Augusta Reuss Ebersdorf                |  |  |  |  |  |  |  |                                      |
|                |                                                               |  |                                                              |                                        |  |  |  |  |  |  |  |                                      |
|                | princ Albert                                                  |  |                                                              |                                        |  |  |  |  |  |  |  |                                      |
|                |                                                               |  |                                                              |                                        |  |  |  |  |  |  |  |                                      |
|                |                                                               |  |                                                              | Augustus Sasko-Gothajsko-Altenburský   |  |  |  |  |  |  |  |                                      |
|                |                                                               |  |                                                              |                                        |  |  |  |  |  |  |  |                                      |
|                | Luisa Sasko-Gothajsko-Altenburská                             |  |                                                              |                                        |  |  |  |  |  |  |  |                                      |
|                |                                                               |  |                                                              |                                        |  |  |  |  |  |  |  |                                      |
|                |                                                               |  |                                                              | Luisa Šarlota Meklenbursko-Zvěřínská   |  |  |  |  |  |  |  |                                      |
|                |                                                               |  |                                                              |                                        |  |  |  |  |  |  |  |                                      |
|                | Eduard VII.                                                   |  |                                                              |                                        |  |  |  |  |  |  |  |                                      |
|                |                                                               |  |                                                              |                                        |  |  |  |  |  |  |  |                                      |
|                |                                                               |  |                                                              | Jiří III.                              |  |  |  |  |  |  |  |                                      |
|                |                                                               |  |                                                              |                                        |  |  |  |  |  |  |  |                                      |
|                | Eduard August Hannoverský                                     |  |                                                              |                                        |  |  |  |  |  |  |  |                                      |
|                |                                                               |  |                                                              |                                        |  |  |  |  |  |  |  |                                      |
|                |                                                               |  |                                                              | Šarlota Meklenbursko-Střelická         |  |  |  |  |  |  |  |                                      |
|                |                                                               |  |                                                              |                                        |  |  |  |  |  |  |  |                                      |
|                | královna Viktorie                                             |  |                                                              |                                        |  |  |  |  |  |  |  |                                      |
|                |                                                               |  |                                                              |                                        |  |  |  |  |  |  |  |                                      |
|                |                                                               |  |                                                              | František Sasko-Kobursko-Saalfeldský   |  |  |  |  |  |  |  |                                      |
|                |                                                               |  |                                                              |                                        |  |  |  |  |  |  |  |                                      |
|                | Viktorie Sasko-Kobursko-Saalfeldská                           |  |                                                              |                                        |  |  |  |  |  |  |  |                                      |
|                |                                                               |  |                                                              |                                        |  |  |  |  |  |  |  |                                      |
|                |                                                               |  |                                                              | Augusta Reuss Ebersdorf                |  |  |  |  |  |  |  |                                      |
|                |                                                               |  |                                                              |                                        |  |  |  |  |  |  |  |                                      |
| Luisa Koburská |                                                               |  |                                                              |                                        |  |  |  |  |  |  |  |                                      |
|                |                                                               |  |                                                              |                                        |  |  |  |  |  |  |  |                                      |
|                |                                                               |  | Fridrich Karel Ludvík Šlesvicko-Holštýnsko-Sonderburský-Beck |                                        |  |  |  |  |  |  |  |                                      |
|                |                                                               |  |                                                              |                                        |  |  |  |  |  |  |  |                                      |
|                | Fridrich Vilém Šlesvicko-Holštýnsko-Sonderbursko-Glücksburský |  |                                                              |                                        |  |  |  |  |  |  |  |                                      |
|                |                                                               |  |                                                              |                                        |  |  |  |  |  |  |  |                                      |
|                |                                                               |  |                                                              | Frederika Schliebenská                 |  |  |  |  |  |  |  |                                      |
|                |                                                               |  |                                                              |                                        |  |  |  |  |  |  |  |                                      |
|                | Kristián IX.                                                  |  |                                                              |                                        |  |  |  |  |  |  |  |                                      |
|                |                                                               |  |                                                              |                                        |  |  |  |  |  |  |  |                                      |
|                |                                                               |  |                                                              | Karel Hesensko-Kasselský               |  |  |  |  |  |  |  |                                      |
|                |                                                               |  |                                                              |                                        |  |  |  |  |  |  |  |                                      |
|                | Luisa Karolina Hesensko-Kasselská                             |  |                                                              |                                        |  |  |  |  |  |  |  |                                      |
|                |                                                               |  |                                                              |                                        |  |  |  |  |  |  |  |                                      |
|                |                                                               |  |                                                              | Luisa Dánská a Norská                  |  |  |  |  |  |  |  |                                      |
|                |                                                               |  |                                                              |                                        |  |  |  |  |  |  |  |                                      |
|                | Alexandra Dánská                                              |  |                                                              |                                        |  |  |  |  |  |  |  |                                      |
|                |                                                               |  |                                                              |                                        |  |  |  |  |  |  |  |                                      |
|                |                                                               |  |                                                              | Fridrich Hesensko-Kasselský            |  |  |  |  |  |  |  |                                      |
|                |                                                               |  |                                                              |                                        |  |  |  |  |  |  |  |                                      |
|                | Vilém Hesensko-Kasselský                                      |  |                                                              |                                        |  |  |  |  |  |  |  |                                      |
|                |                                                               |  |                                                              |                                        |  |  |  |  |  |  |  |                                      |
|                |                                                               |  |                                                              | Karolina Nasavsko-Usingenská           |  |  |  |  |  |  |  |                                      |
|                |                                                               |  |                                                              |                                        |  |  |  |  |  |  |  |                                      |
|                | Luisa Hesensko-Kasselská                                      |  |                                                              |                                        |  |  |  |  |  |  |  |                                      |
|                |                                                               |  |                                                              |                                        |  |  |  |  |  |  |  |                                      |
|                |                                                               |  |                                                              | Frederik Dánský                        |  |  |  |  |  |  |  |                                      |
|                |                                                               |  |                                                              |                                        |  |  |  |  |  |  |  |                                      |
|                | Luisa Šarlota Dánská                                          |  |                                                              |                                        |  |  |  |  |  |  |  |                                      |
|                |                                                               |  |                                                              |                                        |  |  |  |  |  |  |  |                                      |
|                |                                                               |  |                                                              | Žofie Frederika Meklenbursko-Zvěřínská |  |  |  |  |  |  |  |                                      |
|                |                                                               |  |                                                              |                                        |  |  |  |  |  |  |  |                                      |